# Camille Silvy

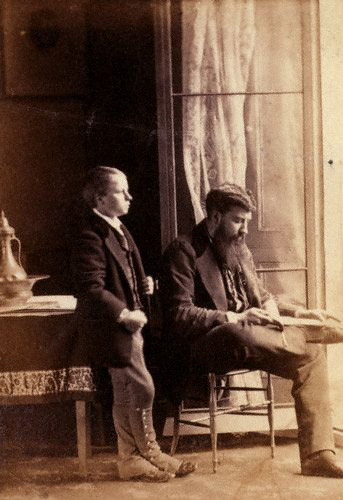
Camille Silvy met een jongen, 1859

Camille Silvy (Nogent-le-Rotrou, 8 mei 1834 - Saint-Maurice, 2 februari 1910) was een Frans fotograaf uit de begintijd van de fotografie. Een belangrijk deel van zijn loopbaan was hij werkzaam als portrettist in Londen.

## Leven en werk
Silvy was van aristocratische afkomst, studeerde rechten en leek aanvankelijk voorbestemd voor een diplomatieke loopbaan. Hij leerde in 1857 fotograferen van zijn vriend Olympe Aguado en vond daarin al snel zijn levensbestemming. Aanvankelijk richtte hij zich vooral op architectuur, stillevens, genrefoto's en landschappen. Door het combineren van meerdere negatieven bij het afdrukken probeerde hij natuurgetrouwe resultaten te verkrijgen, waar de gevoelige emulsies in die tijd details in de buitenlucht nog moeilijk op één negatief konden vastleggen. In 1858 werd hij lid van de fotografievereniging 'Société française de photographie'.
In 1859 verhuisde Silvy naar Londen en opende daar een portretstudio in Bayswater. Hij portretteerde vooral personen uit de hogere kringen, onder wie Maria Adelheid van Cambridge, Harriet Martineau, Adelina Patti en leden van de 'Royal Family'. Hij stond bekend als uitermate gedistingeerd. Bij het corrigeren van de poses van zijn modellen gebruikte hij witte handschoenen, zodat hij geen aanstoot zou geven.
Silvy’s portretten vallen op door elegantie, aandacht voor entourage en een strakke compositie. Door gebruik te maken van goudtoning bij het afdrukken realiseerde hij warme tinten, die minder snel verschoten. Zijn foto’s zitten doorgaans vol van symboliek en lijken soms een verhaal te willen vertellen. Exemplarisch is zijn portret van de dames Booth uit 1861. Het toont twee zusters met in elkaar gevouwen handen, maar toch wendt de ene zuster zich af zodat haar gezicht alleen in de spiegel is te zien, hetgeen doet denken aan de drie gratiën. Ook in veel andere van zijn portretten keert de spiegel terug, als symbool van de schoonheid, maar ook van de fotografie zelf, als 'spiegel van het geheugen'.
Silvy werd in 1859 lid van de 'Royal Photographic Society'. Zijn inkomen verdiende hij vooral met het maken van carte de visites. Toen de mode veranderde aanvaardde hij korte tijd een functie als consul in Exeter en keerde vervolgens in 1868 terug naar Parijs. De laatste dertig jaren van zijn leven waren een lijdensweg. Hij leed aan manische depressiviteit en verbleef vaak in psychiatrische ziekenhuizen en rusthuizen. In 1910 overleed hij, 75 jaar oud.
Een grote collectie van Silvy's portretten is te vinden in de National Portrait Gallery te Londen. Belangrijke collecties van zijn werk bevinden zich verder in het Victoria and Albert Museum en in het John Paul Getty Museum te Los Angeles. Omdat hij nauwgezet een studiodagboek bijhield, zijn zijn portretten tot op de datum precies te dateren en wordt een goed beeld verkregen van zijn manier van werken. Het Getty Museum verwerkte deze informatie in 2010 tijdens een grote overzichtstentoonstelling onder de titel 'Camille Silvy: Photographer of Modern Life'.

## Galerij

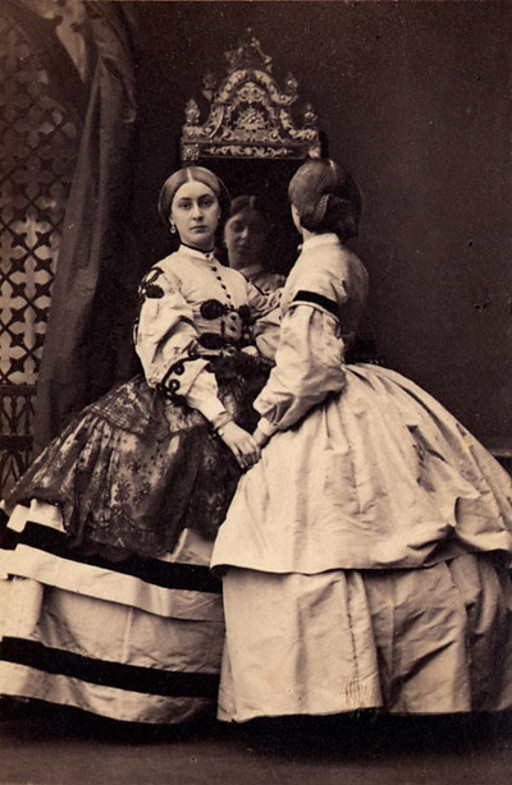
De dames Booth, 1861
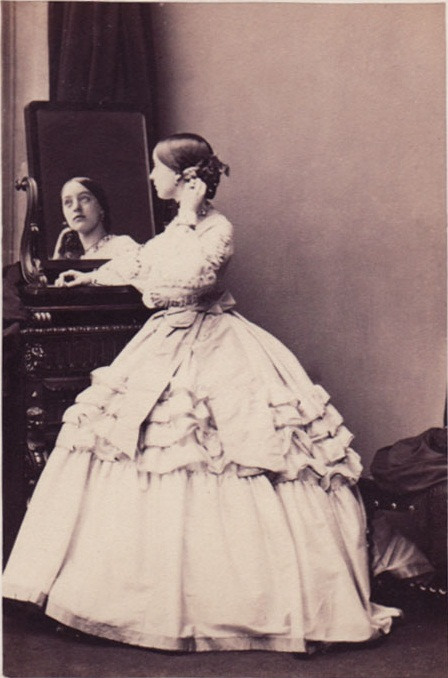
Lady Florence Paget, 1861
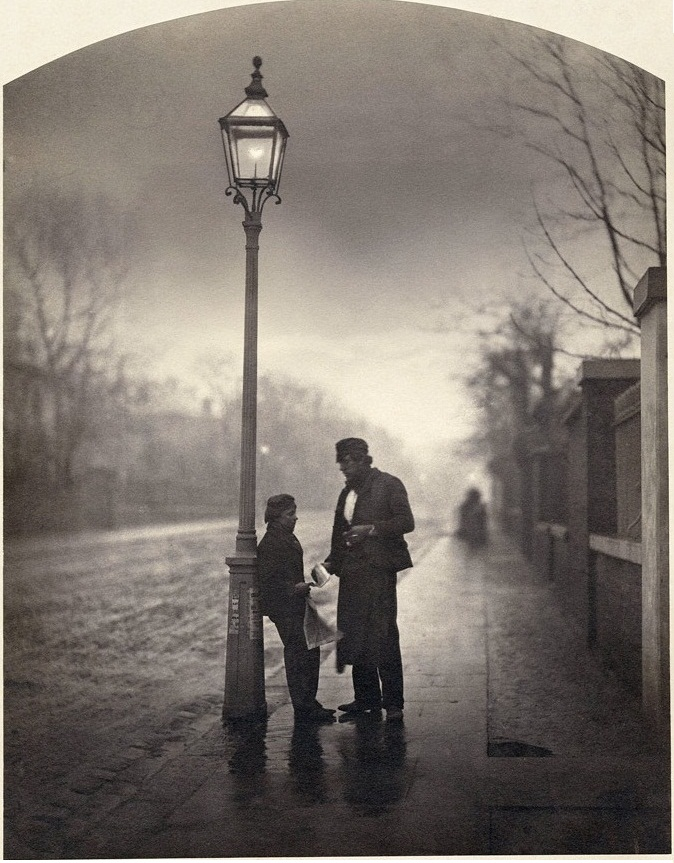
Schemering, 1859
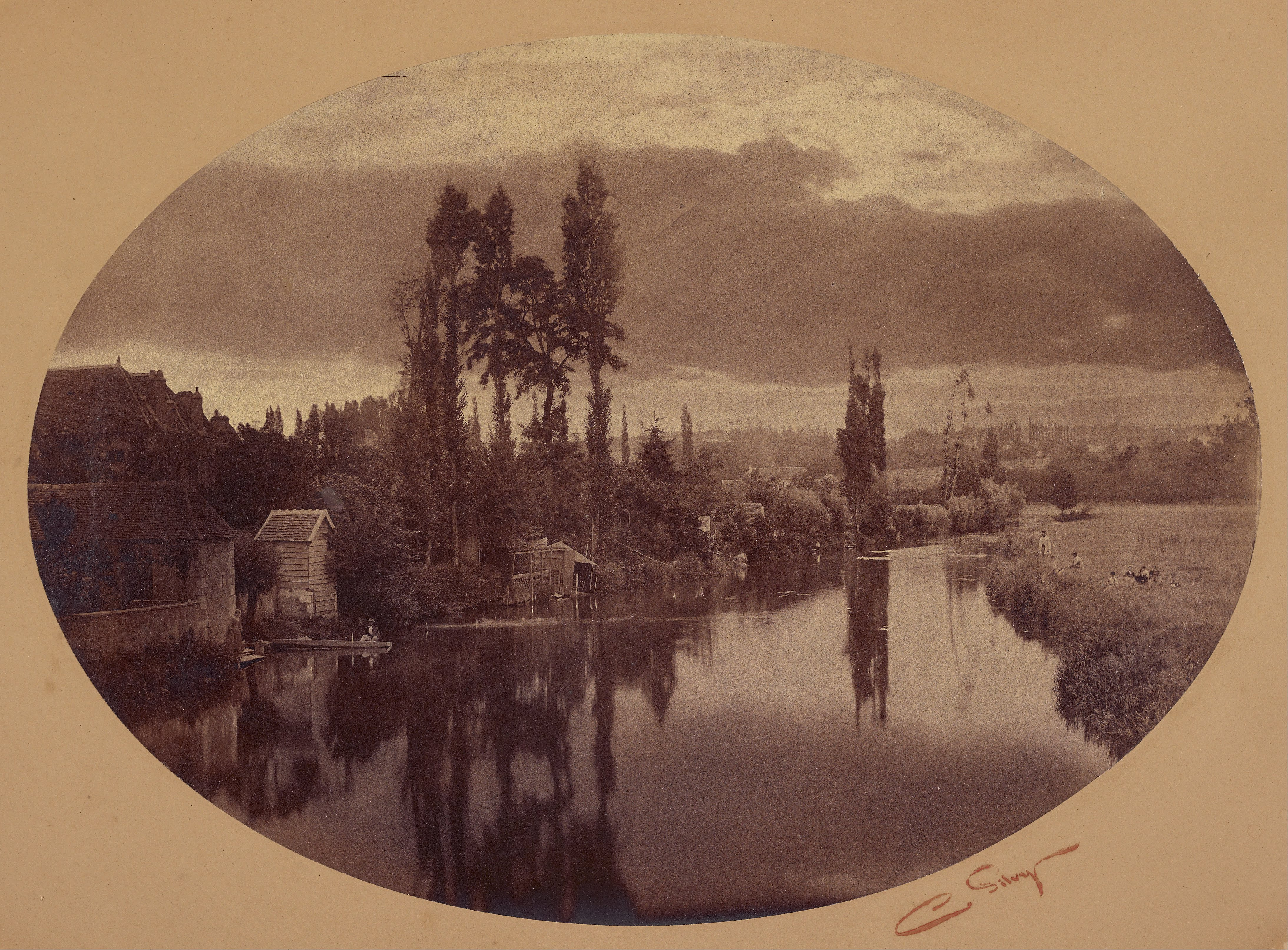
Riviergezicht in Frankrijk, 1858